# Agabus matsumotoi
Agabus matsumotoi is een keversoort uit de familie waterroofkevers (Dytiscidae). De wetenschappelijke naam van de soort is voor het eerst geldig gepubliceerd in 1990 door Satô & Nilsson.